# Pokopališka ulica, Ljubljana
Pokopališka ulica je ena izmed ulic v Ljubljani.

## Urbanizem
Ulica poteka od rondoja Žale do T-križišča z Zaloško cesto; ker ulico prečka železniška proga, je danes fizično ločena na dva dela (prehod ni mogoč).
Na ulico se (od severa proti jugu) povezujejo:
- severni del: Žalska, Šmartinska, Torkarjeva, Kavčičeva, Tovarniška, Bazoviška in Ob železnici;
- južni del: Partizanska, Vide Pregarčeve in Rojčeva.

## Zgodovina
Ulica je svojo prometno vlogo izgubila po izgradnji cestnega podvoza pod železniško progo na bližnji Kajuhovi ulici.

## Javni potniški promet
Po delu Pokopališke ulice potekajo trase mestnih avtobusnih linij št. 2, 7, 7L in 22. 
Na tem odseku sta dve postajališči mestnega potniškega prometa.

### Postajališče MPP
| postajališče       | št. linije   |
| ------------------ | ------------ |
| 202062 Žale        | 2, 7, 7L, 22 |
| 203012 Pokopališka | 2, 7, 7L, 22 |

| postajališče       | št. linije   |
| ------------------ | ------------ |
| 203011 Pokopališka | 2, 7, 7L, 22 |
| 202061 Žale        | 2, 7, 7L, 22 |